# Досифей (Йович)
Епи́скоп Досифе́й (серб. Епископ Доситеј, в миру Драгомир Йович, серб. Драгомир Јовић; 16 октября 1856, Дрниш, Далмация — 12 октября 1910, Котор) — архиерей автокефальной Буковинско-Далматинской митрополии, епископ Бококоторский.

## Биография
Родился 16 октября 1856 года в Дрнише, в Далмации и в крещении получил имя Драгомир. Был родом из уважаемой сербской семьи. После начальной школы в Дрнише он окончил школу в Задарской Высшей школе. В 1875 году поступил в православную семинарию в Задаре, которую окончил в 1879 году с отличием.
25 января 1877 года епископом Далматинским Стефаном (Кнежевичем) был рукоположён в сан диакона, а на Рождество 1878 года — в сан пресвитера.
В 1878—1880 годы служил экономом в духовной школе-интернате в течение двух лет. С начала 1881 по начало 1884 года он служил православным священником — администратором прихода в Кистанье. Он был приглашен в Задар в 1884 году в качестве помощника докладчика Консистории, где он стал председателем, а затем архимандритом вице-председателем с 19 марта 1886 года. Также несколько лет работал референтом, бухгалтером и казначеем в Задарской консистории. Позже выяснилось (когда он уже был епископом), что он присвоил более 70 000 крон, принадлежавших Консистории, за что ему пришлось отвечать.
В общей сложности он двадцать пять лет прослужил членом консистории, был соратником епископов Далматинских Стефана (Кнежевича) и Никодима (Милаша). После смерти епископа Стефана (Кнежевича) в 1890 году он временно управлял Далматинской епархией. Преподавал как иеромонах в Задарской семинарии. В 1905 году он получил архиерейскую митру от епископа Никодима (Милаша).
21 ноября 1908 года в греческом Свято-Троицком соборе в Вене был рукоположен во епископа Бококоторского. Хиротонию совершили митрополит Буковинский Владимир (Репта) и епископ Далматинско-Истарский Никодим (Милаш), члены Синода афтокефальной Буковинско-Далматинской митрополии.
12 октября 1910 года застрелился в Которе из револьвера.